# 穆赛利玛
穆赛利玛·宾·哈比比 (阿拉伯语: مسيلمة ابن حبيب，英语: Musaylimah ibn Habib， —632年)，出生在沙特阿拉伯亚玛玛。华语其他名穆赛利玛·卡扎布 （阿拉伯语: مسيلمة الكذاب） , 是一系列在7世纪宣称是先知的人之一。他被称为 "大骗子"。